# Jordi Porta i Ribalta
Jordi Porta i Ribalta (Barcelona, 1 juli 1936 – 14 juni 2023) was een Catalaanse filosoof en cultureel activist.
Een deel van zijn studies bracht hij door in Parijs-Nanterre, tijdens de woelige jaren van mei 68. Van 1971 tot 1972 was hij docent aan de Universitat de Barcelona (UB). Als katholiek heeft hij kritiek op de kerkelijke hiërarchie en wordt coördinator van het Platform voor een christendom van de 21ste eeuw.
Na een academiejaar als docent, wordt hij directeur van de Stichting Jaume Bofill, een stichting die wetenschappelijke en educatieve projecten bevordert en ook financieel ondersteunt. In 2000 wordt hij tot voorzitter van de culturele vereniging Òmnium Cultural verkozen. Tijdens zijn beide mandaten moderniseert hij de organisatie, neemt het aantal leden met de helft toe en slaagt hij er ook in meer financiële middelen voor de werking van de vereniging te vinden. In een interview bij het einde van zijn tweede en laatste mandaat haalt hij het begin van de verjonging van de vereniging en de verbreding van de thematiek naar thema's zoals immigratie en integratie aan als een belangrijke stap vooruit in de modernisering van een bijna vijftigjarige organisatie, die zo opnieuw een sterke maatschappelijke kracht, los van elke politieke verzuiling geworden is.
Daarnaast was hij lid van diverse adviesraden, onder meer van het Plataforma per la Llengua en het Patronat Català pro Europa. In 2010 wordt hij voorzitter van de Catalaanse afdeling van Unesco en van de stichting van de uitgeverij Enciclopèdia Catalana, bekend voor haar naslagwerken, woordenboeken en de on-line encyclopedie. Hij was ook actief in de katholieke padvinderij.
Voor zijn culturele inzet kreeg hij in 2010 het Creu de Sant Jordi van de Catalaanse regering. en werd in februari 2013 bevordert tot eredoctor in de Politieke wetenschappen en Sociologie aan de Universitat Autònoma de Barcelona.
Hij overleed op 86-jarige leeftijd.

## Werken
- Anys de referència (Referentiejaren, 1997)
- El català, o ara o mai (Catalaans, nu of nooit, 2005)

- Biblioteca Nacional de España: XX1623334
- Catàleg d'autoritats de noms i títols de Catalunya: 981058508661506706
- Gemeinsame Normdatei: 1089369662
- International Standard Name Identifier: 0000 0000 5940 4772
- Library of Congress Control Number: no2006001615
- Système universitaire de documentation: 111068258
- Virtual International Authority File: 2211442
- WorldCat: E39PBJqbmt7c4Xkg7yDDkYGrbd